# Glossosoma
Glossosoma is een geslacht van schietmotten uit de familie van de Glossosomatidae.
De wetenschappelijke naam van het geslacht werd in 1834 gepubliceerd door  John Curtis. Hij beschreef de eerste soort, Glossosoma boltoni.
Glossosoma komt voor in het Holarctisch en Oriëntaals gebied in Azië, Europa en Noord-Amerika. Er zijn meer dan 120 soorten bekend. De larven van deze insecten leven meestal in snelstromende, koele bergstroompjes. Zoals alle soorten uit de familie Glossosomatidae bouwen ze koepelvormige kokers met zandkorrels of kleine steentjes die ze vinden in het water; deze zijn zo gebouwd dat het water erdoor kan stromen en opgeloste zuurstof aanbrengen voor de ademhaling van de larven.

## Soorten
Deze lijst van 128 stuks is mogelijk niet compleet.
- G. abhikhara F Schmid, 1959
- G. abhisares F Schmid, 1971
- G. acuminatum JC Morse & L Yang, 2005
- G. achbor H Malicky & P Chantaramongkol, 2009
- G. adunatum L Yang and JC Morse, 2002
- G. aequale Banks, 1940
- G. agarenorum F Schmid, 1959
- G. akan H Malicky & P Chantaramongkol, 2009
- G. alascense Banks, 1900
- G. ali W Mey, 1996
- G. altaicum (AV Martynov, 1914)
- G. ambhi F Schmid, 1959
- G. anakemei H Malicky, 1995
- G. anakgunung H Malicky, 1995
- G. anaktana H Malicky, 1995
- G. anale AV Martynov, 1931
- G. angaricum (IM Levanidova, 1967)
- G. atchintitam F Schmid, 1971
- G. atestas H Malicky & P Chantaramongkol, 1992
- G. atitto H Malicky & P Chantaramongkol, 1992
- G. atreju H Malicky, 1986
- G. atrichum HH Ross, 1956
- G. aveletum HH Ross & C Hwang, 1953
- G. baclava H Malicky, 1972
- G. bahukantakam F Schmid, 1971
- G. balephiana H Malicky, 1995
- G. bifidum L Yang and JC Morse, 2002
- G. boltoni J Curtis, 1834
- G. breve JC Morse & L-F Yang, 2005
- G. bruna DG Denning, 1954
- G. bukitanum H Malicky, 1978
- G. bunae M Marinkovic-Gospodnetik, 1988
- G. burmanum DE Kimmins, 1953
- G. califica DG Denning, 1948
- G. capitatum AV Martynov, 1913
- G. caudatum AV Martynov, 1931
- G. confluens DE Kimmins, 1953
- G. conforme A Neboiss, 1963
- G. chelotion L Yang and JC Morse, 2002
- G. dentatum R McLachlan, 1875
- G. develi H Malicky, 1972
- G. dirghakantakam F Schmid, 1971
- G. discophorum F Klapalek, 1902
- G. disparile L Yang and JC Morse, 2002
- G. dulkejti (AV Martynov, 1934)
- G. elachys L Yang and JC Morse, 2002
- G. elongifurcum JC Morse & L-F Yang, 2005
- G. elvisso H Malicky & P Chantaramongkol, 1992
- G. excitum HH Ross, 1938
- G. fissum AV Martynov, 1935
- G. furcatum L Navas, 1932
- G. hazbanicum L Botosaneanu, 1971
- G. heliakreya F Schmid, 1959
- G. hemantajam F Schmid, 1971
- G. himalayanum (AV Martynov, 1930)
- G. hissaricum VD Ivanov, 1992
- G. hospitum (M Tsuda, 1940)
- G. hul H Malicky, 2009
- G. idaho HH Ross, 1941
- G. intermedium (F Klapalek, 1892)
- G. japonicum M Kobayashi, 1972
- G. javanicum Ulmer, 1930
- G. jentumar H Malicky & P Chantaramongkol, 1992
- G. kamarasikam F Schmid, 1971
- G. kchinam F Schmid, 1971
- G. kelleyi HH Ross, 1956
- G. kerambos H Malicky, 2004
- G. kiritchenkoi (AV Martynov, 1927)
- G. kirke H Malicky, 2003
- G. kissottoi H Malicky, 1997
- G. klotho H Malicky, 2003
- G. krichnarunam F Schmid, 1971
- G. lar H Malicky, 2007

- G. lividum (HA Hagen, 1861)
- G. malayanum Banks, 1934
- G. melikertes H Malicky, 2003
- G. merecum DG Denning, 1948
- G. minutum (AV Martynov, 1927)
- G. mirabile L Yang and JC Morse, 2002
- G. montanum HH Ross, 1941
- G. moselyi DE Kimmins, 1953
- G. neffi TI Arefina, 2000
- G. neretvae M Marinkovic-Gospodnetik, 1988
- G. nichinkata F Schmid, 1971
- G. nigrior Banks, 1911
- G. nigroroseum F Schmid, 1971
- G. nylanderi R McLachlan, 1879
- G. oregonense S Ling, 1938
- G. orientale DE Kimmins, 1953
- G. parvulum Banks, 1904
- G. penitum Banks, 1914
- G. phyllon L Yang and JC Morse, 2002
- G. pinigisana H Malicky, 1994
- G. privatum R McLachlan, 1884
- G. pternum HH Ross, 1947
- G. pyroxum HH Ross, 1941
- G. sadoense M Kobayashi, 1982
- G. schmidi IM Levanidova, 1979
- G. schuhi HH Ross, 1947
- G. sellatum HH Ross & C Hwang, 1953
- G. sequoia DG Denning, 1973
- G. serravalle H Malicky & W Graf, 2004
- G. shaanxiense L Yang and JC Morse, 2002
- G. shugnanicum VD Ivanov, 1992
- G. speculare M Kobayashi, 1972
- G. spinatum DE Ruiter, 2000
- G. spinosum JC Morse & L-F Yang, 2005
- G. spoliatum R McLachlan, 1879
- G. subaequale F Schmid, 1971
- G. sumitaense M Kobayashi, 1982
- G. taeniatum HH Ross & C Hwang, 1953
- G. timurense AV Martynov, 1927
- G. tortum L Yang and JC Morse, 2002
- G. traviatum Banks, 1936
- G. tripartitum F Schmid, 1971
- G. tunceliense F Sipahiler, 1987
- G. unguiculatum AV Martynov, 1925
- G. uogalanum M Kobayashi, 1982
- G. ussuricum (AV Martynov, 1934)
- G. valvatum Ulmer, 1926
- G. vaneyam F Schmid, 1971
- G. varjakantakam F Schmid, 1971
- G. velonum HH Ross, 1938
- G. ventrale Banks, 1904
- G. verdonum HH Ross, 1938
- G. wenatchee HH Ross & GJ Spencer, 1952
- G. yamanouchii N Kuhara, 2008
- G. yigilca F Sipahiler, 1996